# Страшево (Ровненская область)
Страшево (укр. Страшеве) — посёлок, входит в Карпиловский сельский совет Сарненского района Ровненской области Украины.
Население по переписи 2001 года составляло 33 человека. Почтовый индекс — 34513. Телефонный код — 3655. Код КОАТУУ — 5625482303.

## Местный совет
34513, Ровненская обл., Сарненский р-н, с. Карпиловка, ул. Советская, 41.